# TEE Rail Alliance
Die TEE Rail Alliance (TEE) war eine Kooperation der Bahngesellschaften Deutsche Bahn AG, Österreichische Bundesbahnen und Schweizerische Bundesbahnen. Am 7. Juni 2000 wurde in München der Vertrag über die Gründung der Gesellschaft unterzeichnet. Die Kooperation wurde als Trans Europe Excellence bezeichnet. Der Name erinnert an den ehemaligen Trans Europ Express (TEE).
Das bisher nur in Teilen verwirklichte Ziel der Kooperation ist es, den internationalen Reiseverkehr per Bahn zwischen den drei Ländern zu harmonisieren und auch für den Kunden angenehmer zu gestalten, indem zum Beispiel die Tarife auf internationalen Verbindungen harmonisiert werden und Kundenkarten wie BahnCard, Halbtax und VORTEILScard gegenseitig anerkannt werden. Ebenso wurden die beiden Vielfahrerprogramme von DB (bahn.bonus comfort und bahn.bonus) und ÖBB (Club&Bonus) gegenseitig anerkannt.

## Gemeinsame Ausschreibung von Neigetechnikzügen
Anfang 2001 wurde die Beschaffung von Neigetechnikzügen im Amtsblatt der Europäischen Union sowie im Schweizerischen Handelsamtsblatt ausgeschrieben. Dabei schrieben die SBB parallel zu den gemeinsam auftretenden DB und ÖBB ein selektives Verhandlungsverfahren zur Beschaffung von elektrischen Triebzügen mit Neigetechnik aus. Das Ziel der drei Partnerbahnen war, 116 derartige, völlig interoperable Triebzüge zu gleichen Konditionen zu erwerben. 50 Triebzüge entfielen dabei auf die DB, 34 auf die SBB sowie 32 auf die ÖBB. Der Auftrag sollte dabei bis zum Jahreswechsel 2001/2002 vergeben werden. Bis Anfang Dezember 2005 sollten 44 Züge geliefert sein, anschließend mindestens zwei Züge pro Monat. Das Beschaffungsvolumen wurde auf 1,6 Milliarden Euro bzw. 2,5 Milliarden Franken geschätzt. Die Züge sollten für einen Entfernungsbereich von etwa 400 Kilometern ausgelegt werden.
Die geplante Höchstgeschwindigkeit lag bei 200 bis 230 km/h. Die Züge sollten unter anderem doppeltraktionsfähig und druckdicht sein. Bei einer maximalen Zuglänge von 200 m sollten etwa 450 Sitzplätze angeboten werden.
Die DB wollte die Züge – über die kurz zuvor erfolgte Bestellung von 28 zusätzlichen ICE T hinaus – vor allen Dingen im innerdeutschen Verkehr einsetzen. Die ÖBB wollten ihre Züge im Fernverkehr auf der Westbahn zwischen Wien und München sowie über den Arlberg nach Zürich einsetzen. Die SBB wollten die Züge für den Verkehr Richtung Italien einsetzen und forderten – im Gegensatz zu DB und ÖBB – zweisystemfähige Züge (15 kV Wechselstrom / 3.000 V Gleichstrom), einschließlich italienischem Zugfunk und Zugsicherung.
Die Züge sollten mit dem ICE T kuppelbar sein, entgegen vorheriger Pläne allerdings nicht mehr mit dem ICE TD und dem ICN. Auch die zuvor angedachte Nachbestellung bestehender Züge (ohne Neuentwicklung) war bis Anfang 2001 verworfen worden.
Siemens beteiligte sich mit dem Venturio an der Ausschreibung.
Ende Oktober 2001 teilte die DB den anbietenden Unternehmen überraschend mit, aus den Verhandlungen auszusteigen, da alle Angebote zu teuer und weniger wirtschaftlich seien als bestehende Triebzüge. ÖBB und SBB führten die Verhandlungen zunächst alleine weiter. Die ÖBB reduzierten dabei die Zahl der zu beschaffenden Züge von 32 auf 23 (zuzüglicher einer Option auf neun weitere Züge), die SBB von 34 auf 15 (zuzüglicher ein Option auf 17 weitere Züge). Dessen ungeachtet liefen die gemeinsamen Anstrengungen der drei Bahnen im Marketingbereich (Services, Tarife, Werbung) weiter.
Im Juli 2002 beendeten auch die SBB das Vorhaben, 18 Zweisystem-Neigezüge für den Verkehr zwischen Zürich und Mailand zu beschaffen.

## Weitere Geschichte
Am 25. Februar 2004 unterzeichneten DB und ÖBB eine bilaterale Absichtserklärung, um dem Marktanteil der Schiene im deutsch-österreichischen Verkehr zu erhöhen. Damit wurden die strategischen Ziele der TEE Rail Alliance konkretisiert.
Letztlich blieben von dem Projekt nur tarifliche Vereinbarungen. Bahncard und Halbtax bzw. Generalabonnement werden bei grenzüberschreitenden Fahrten zwischen DB und SBB mit je 25 Prozent im anderen Land anerkannt.